# 岸田周三
岸田 周三（きしだ しゅうぞう、1974年8月8日 - ）は、日本の愛知県出身の料理人。『レストラン カンテサンス』オーナーシェフ。「ミシュランガイド」から2008年以降、16年連続（2023年末時点）で三ツ星評価を受けている唯一の日本人フレンチシェフ。

## 来歴
東京都町田市生まれ。幼少期に愛知県豊明市に転居。 両親共働き、男子3人兄弟の末っ子として育つ。小学校の卒業文集には「将来の夢・料理人」と明記。
1993年に名古屋調理師専門学校を卒業し、志摩観光ホテル『ラ・メール』（la mer／三重県）に就職。高橋忠之に師事。1996年、東京都渋谷区のフレンチレストラン『カーエム CUISINE KM FRANÇASE）』に入社し、シェフの宮代潔に師事。2000年、30万円の資金だけでフランスに渡る。2003年にパリ16区の『アストランス（Astrance）』で働きはじめ、2歳年上のシェフのパスカル・バルボに師事。最初は前菜を担当し、そのあとは魚担当。2004年には『アストランス』のスーシェフ（副料理長／シェフに次ぐポジション）に就任し3年間勤務した。2005年に日本帰国。
2006年5月、白金台でレストラン『カンテサンス（Quintessence）』を開店。5年間のフランス修行で共に働いた本城昂結稀等と共におまかせコース1つのみの提供を行う。翌2007年、日本で初発刊となる『ミシュラン・ガイド東京2008』で三ツ星を獲得（当時の現役最年少）。2011年4月、運営会社の株式会社グラナダから独立し、オーナーシェフとなる。2013年8月に白金台から北品川（御殿山）へレストランを移転。同年「ASIA’S 50 BEST RESTAURANTS 2013」16位を獲得。2017年、海洋資源保全活動団体「シェフス・フォー・ザ・ブルー」の立ち上げに参加し理事に就任。2019年、テレビドラマ『グランメゾン★東京』の料理監修を担当。2020年、ミシュランガイドにこの年より新設された環境への配慮を評価する「グリーンスター」を獲得。同年のコロナ流行を受け、通販(ガトーオーコンテ/ガトー アルマニャッケ)を開始。2020年8月、日本航空（JAL）ファーストクラス機内食の監修。

## 年表
- 1993年：名古屋調理師専門学校卒業。三重県の志摩観光ホテルに入社[11]。（19歳）
- 1996年：東京のレストラン『カーエム』で修業。（23歳）
- 2000年：単身、フランスへ。（26歳） 約2年間は、一ツ星から三ツ星まで4つの店で修業[12]。
- 2003年：パリ16区『アストランス』で修業。
- 2004年：スーシェフ（副料理長）に就任。
- 2005年：スペインで開催された、料理界でもっとも権威のあるガルシア・サントス主催の学会＜LoMejor de la Gastronomia＞に招かれ、シェフのパスカルと共にデモンストレーションを披露。
- 2006年：東京・白金台にレストラン『カンテサンス』をオープン[13]。（32歳）
- 2007年：「ミシュラン・ガイド東京2008」で三ツ星を現役最年少（33歳）で獲得[14]。
- 2011年：運営会社から独立、オーナーシェフに。
- 2013年：東京・北品川（御殿山）にレストランを移転。（40歳）
- 2017年：海洋資源保護に関する一般社団法人「シェフス フォー ザ ブルー」の立ち上げに参加[15]。
- 2020年：「ゴ・エ・ミヨ日本版」で「今年のシェフ賞」受賞。

## スタイル
「プロデュイ：素材を尊重する」「キュイソン：火入れの追及」「アセゾネ：味付けへの配慮」の3つを徹底し、所々にユーモアや詩的なものを組み込む料理。新しい形の「キュイジーヌ・コンテンポレーヌ（現代的な料理）」を創造するとともに「次世代のスタンダード」を目指す「おまかせの1コース」。来店履歴は、一人ひとりのファイルをつくり、パソコンに入力。来店日、時間、人数、苦手なものなどから出した料理までを記録する。次に予約が入ったときには、そのファイルをもとにコースを考えるので、以前出した料理とダブることはない。
- 6名の個室であれば「料理の写真撮影」OKだが、ダイニングはNG。
- ハーフパンツやジャージ等のスポーツウェア、サンダル、タンクトップやTシャツ姿はNG。
- 旬に拘り、ギリギリの仕入れしかしない（料理のクオリティーを上げるため、素材の発注は前日にぴったり人数分だけ）。
- コースの内容はおおよそ3カ月でスペシャリテを除く全ての料理が一新される。
- ランチ前、ディナー前の賄いに合わせて全員でミーティング。それぞれが客の情報を共有。

### スペシャリテ
- 「山羊乳のバヴァロワ」：京都の山羊乳で作ったバヴァロアに、料理の主役は、味の基本となるオリーブオイルと塩。オリーブオイルは年毎の作柄で味が異なるため、銘柄が固定ではない。塩はゲランド産フルール・ド・セル。トップに百合根とノワゼット（ヘーゼルナッツ）を散らす。一期一会を大切に、客の過去のデータを管理して、同じメニューは出さない方針の岸田が作り続ける、数少ない定番のひと皿。
- 「メレンゲのアイスクリーム」：焼きたてのメレンゲを粉々に砕いた粉をグラニュー糖がわりに使ったアイスクリームデザート。

### 新たな挑戦
常にチャレンジする精神を持ち、様々なコラボレーションも行っている。
- 2015年5月 - アンドレ・チャン（シンガポール・レストラン・アンドレ）コラボディナー（ダイナースクラブ主催）[17] 2000年に南仏モンペリエにあるフランス料理の名店「ジャルダン・デ・サンス」でともに修業。[18]
- 2016年2月 - 「台湾震災チャリティ・カレー」プータンノワール＆スペアリブのポークカレー：大阪「ハジメ」米田肇、青山「フロリレージュ」川手寛康、神保町「傳」長谷川在佑
- 2017年1月 - 「第5回チャリティ・カレー」スープ・ド・ポワソンのカレー（魚介の旨味が凝縮したピリ辛サラサラ）：六本木「ラ・ブリアンツァ」奥野義幸、外苑前「フロリレージュ」川手寛康、銀座「ラール・エ・ラ・マニエール」小清水寛美
- 2017年12月 - 【アストランス ✖ カンテサンス】コラボディナー（ゴ・エ・ミヨ主催）
- 2018年9月 - 「西日本応援チャリティ・カレー」バターチキンカレー（オマール入り）：大阪「ハジメ」米田肇、大手町「星のや東京」浜田統之、神保町「傳」長谷川在佑

## 言葉

### 原体験
- 「小学生の頃、『じゃがいものグラタン』をつくったことを覚えています。母は料理が好きで上手でしたが、仕事をしていたこともあり、子どもたちに料理を手伝ってもらおうとしました。しかし男3人のうち兄2人は全く関心を示さず、末っ子の私1人が母の思惑通りに料理好きになって、最終的に我が家のコックになりました」（2014年）[19]

### 持続する情熱
- 「（プロフェッショナルとは）高いモチベーションを持つことと、それを維持することですね。プロフェッショナルとは持続する情熱です」（2008年、NHK プロフェッショナル）[20]
- 「変わることは、自分にとって成長を意味します。成長とは変わり続けること。『これでいい』と決めた瞬間から人は衰退していくものだと考えます。だから僕は現在に至るまで変わり続けているはずだし、そうでありたい」（2021年）[21]

### 料理人として
- 「店名の『カンテサンス』は、物事の本質や神髄につながる言葉として選びました」（2021年、料理王国 インタビュー）[22]
- 「この10年、“本質“を求め続け、料理を作り続けてきましたが、それは今後も変わることはありません。流行りの食材や調理法などに影響を受けることも、方向性がブレることもありません。私は流行を発信する者であって、受け取る側の人間ではないからです。人の影響は受けません。だから、今後も変わることはありません。」（2016年）[23]
- 「食の流行は常に変化していくものですが、食の本質とは何であるかは常に忘れてはいけないと自分を戒めています。驚きや楽しさも大切ですけれど、僕は本物として残るものは、“おいしさ”だと思っています。そのためにいちばん必要なものが、自然から恵まれた食材なのではないでしょうか」（2019年、ミツカン ZENB インタビュー）[24]

## 海洋資源保護（サスティナブルシーフード）
自分達が当たり前に使う食材にも限りがあることやそれをむやみに濫用せず後世までのこせるよう大切にしたいという思いから、一般社団法人『シェフス フォー ザ ブルー（Chefs for the Blue）』の立ち上げに参加し、理事として活動。同団体は東京のトップシェフ30人以上と、食を専門とするジャーナリストで構成されている。

## メディア出演

### テレビ
- NHK『プロフェッショナル 仕事の流儀』第77回「若き求道者、未踏の地へ」2008年2月5日 [20]
- BSジャパン 『未来EYES』 2017年5月28日[25]
- BSフジ『パレ・ド・Ｚ～おいしさの未来～』Episode15 2019年5月4日
- TBS『人生最高レストラン』2019年6月15日（土） パリ『アストランス』仔羊のロースト、香港『Celebrity Cuisine』クリスピーフライドチキン（ロンゴンガイ）、石川県金沢市『片折』クエの刺し身、志摩観光ホテル「ラ・メール」鮑のステーキ（焦がしバターソース）、松陰神社『ブーランジェリー スドウ』ガレット･デ･ロワ：1月限定
- テレビ朝日『ごはんジャパン』駿河湾の魚 2019年06月29日[26]
- 日本テレビ『アナザースカイ』第589回 フランス・パリ2020年3月6日[27]
- NHK『プロフェッショナル 仕事の流儀』「緊急企画!プロのおうちごはん第2弾」2020年5月12日[28]
- フジテレビ『石橋、薪を焚べる』2000年6月24日 [29]
- BS朝日『自分流 知の探究者たち』2023年4月8日（土）[30]

### ラジオ
- J-WAVE 『9 CHEFS』（HOLIDAY SPECIAL）2020年9月21日 ナビゲーターは望月理恵。

### 新聞・雑誌
- BRUTUS 東京海洋大学の勝川俊雄とサスティナブルシーフードについて対談
- GLOBE Breakthrough（突破する力　239）　朝日新聞　2021年10月3日[1]

### 本
- 「一流の本質~20人の星を獲ったシェフたちの仕事論」大和書房 (2017年3月16日)

## カンテサンスの卒業生
2010年代後半より「カンテサンス」での修業を経て独立したシェフ・元スタッフたちの活躍が目立ち、GQ JAPANでは「岸田チルドレン」として特集が組まれた 。
- 川手 寛康 - 神谷町（麻布台ヒルズ）「フロリレージュ（Florilege）」
- 春田 理宏 - 赤羽橋「クローニー（Crony）」
- 後藤 祐輔 - 恵比寿「アムール（AMOUR）」
- 根本 憲一 - 表参道「ネモ（NéMo）」
- 陣内 翼 - 神楽坂「ジェフリー（Jfree）」
- 目黒 浩太郎 - 代官山「アビス（abysse）」
- 深谷 博輝 - 白金台「アルゴリズム（l'algorithme）」
- 加山 賢太 - 広尾「マルゴット エ バッチャーレ（Margotto e Baciare）」
- 小笠原 圭介 - 四谷三丁目「オガサワラレストラン（OGASAWARA RESTAURANT）」
- 葛原 将季 - 名古屋市（車道・千種）「レミニセンス（Reminiscence）」
- 加瀬 史也 - 外苑前「オルグイユ（L'orgueil）」